# Stanislas Darondeau
Pour les articles homonymes, voir Darondeau.
Stanislas Henri Benoît Darondeau, né à Paris le 14 avril 1807 et mort à Brest le 12 juillet 1842. Sa concession a été achetée par son frère Bénoni, le 22 juillet 1842. 
C'est un peintre et un lithographe français. Sa vie est assez peu connue, mais ses premières œuvres ont été régulièrement exposées au Salon de Paris. Sa participation à l'expédition africaine du capitaine Boüet-Willaumez lui donne l'occasion de produire des paysages et des scènes de genre que le colonel Frey saura utiliser quelques décennies plus tard pour illustrer sa Côte occidentale d'Afrique (1890).

## Biographie

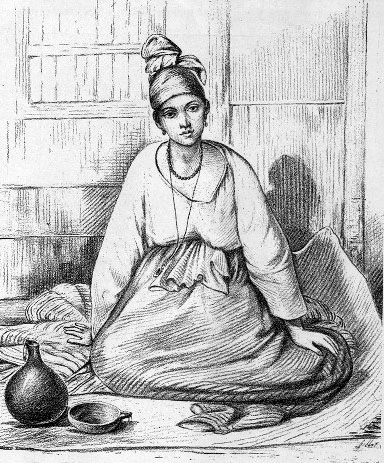
Signare en négligé (ill. de Côte occidentale d'Afrique, 1890)

Né à Paris en 1807, Stanislas Darondeau est le fils du compositeur Henri Darondeau et l'un des frères de l'ingénieur hydrographe qui fit le tour du monde sur la Bonite, Benoît Darondeau. La similitude de leurs prénoms est à l'origine de confusions dans plusieurs sources.
Il expose ses œuvres au Salon de Paris dès l'âge de 20 ans, en 1827, jusqu'en 1841. À Paris son atelier se trouve en 1831 au no 2 de la rue de Paradis-Poissonnière, puis en 1835 au no 14 de la rue de Chabrol. Il aborde des sujets assez conventionnels, mais variés : portraits, thèmes religieux ou historiques.
En Afrique depuis quelques années, le capitaine Boüet-Willaumez est nommé commandant de la station extérieure pour l'Afrique et d'un brick, Le Nisus, en 1841 et 1842. Stanislas Darondeau est recruté pour élaborer un « album pittoresque » que les autorités pourront utiliser à des fins de propagande coloniale. Les jeunes femmes métisses – les signares – retiennent particulièrement son attention.
L'artiste effectue un premier voyage à bord du Nisus et, alors que le capitaine Bouët avait déjà présenté au ministre de la Marine son album de souvenirs, il meurt à Brest le 12 juillet 1842 d’une affection contractée au Sénégal. Édouard Auguste Nousveaux le remplace dans l'expédition.
Comme son confrère et successeur, Darondeau a collaboré au Magasin pittoresque.

## Sélection d’œuvres
- Françoise de Rimini, 1831[8]
- La conversation, 1831[8]
- Portrait en pied de Mlle L., artiste de l'Opéra, 1831[8]

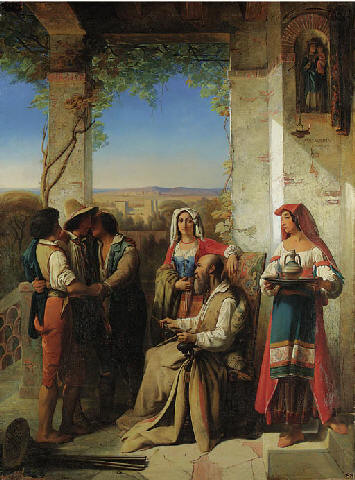
Le Retour du fils prodigue (1840)

- Porche de l'église de Poissy où St. Louis fut baptisé, 1835[3]
- Vue de Honolulu, huile sur toile, 1836[9]
Ce tableau est attribué par erreur à Stanislas Darondeau. Il a été peint par son frère Bénoni lors de son voyage autour du monde sur la Bonite en 1836-1837.
- La Vierge et l'Enfant-Jésus[10], 1838, église de Saint-Bonnet[11], Bourges
- Le convoi d'Isabeau de Bavière, 1838[10]
- Les représentations maternelles, 1838[10]
- Enfant jouant avec des lapins, 1838[10]
- Sujet tiré de Quentin Durward, 1838[10]
- Portrait d'Alfred de Musset, huile sur toile, 1838, 27,1 × 21,8 cm, Bowes Museum (comté de Durham)[12]
- Signare en négligé[2]
- Signare quêtant à l'église[2]
- Intérieur de signare[2]
- Un prince sarrakholais et sa captive[2]
- Négresses jouant au kouri[2]
- Denys, roi de la rive gauche du Gabon[2]
- Palabre d'affaires entre le commandant E. Bouët-Willaumez et les chefs indigènes de la côte de Krou[2]
- Le Retour du fils prodigue, huile sur toile, 1840
- Jeanne d'Arc, 1840[13]
- Scène de carnage (œuvre anonyme d'après Stanislas Darondeau), huile sur toile, non daté, Musée des beaux-arts de Bordeaux[14]